# Баландин, Николай Александрович
Николай Александрович Баландин (родился 10 октября 1989) — российский спортсмен, чемпион Универсиады — 2013 по академической гребле.

## Биография
Н. А. Баландин родился в Новоазовске Донецкой области Украинской ССР. Его отец Александр Баландин в прошлом выступал за сборную СССР по академической гребле. Греблей занимается и брат Иван.
В 2008 году на чемпионате Европы был восьмым в составе украинской восьмёрки. На чемпионате мира 2009 года в составе украинской двойки был четвёртым.
В 2011 году семья переехала в подмосковную Коломну.
На чемпионате Европы 2013 года был девятым в гонке восьмёрок. На чемпионате мира 2013 года был также девятым в гонке восьмёрок.
Чемпион Универсиады — 2013.